# Yousif Mohammed Sadiq

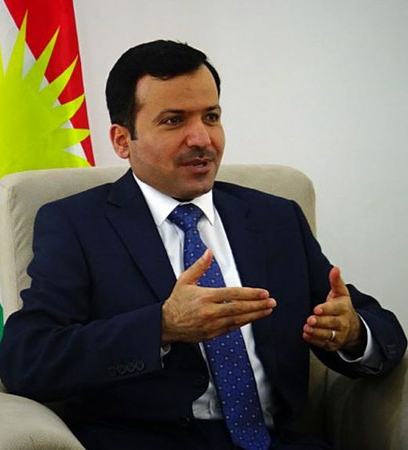
Yousif Mohammed Sadiq

Yousif Mohammed Sadiq , Sorani یووسف محەممەد سادق, ist seit 2014 Sprecher des Parlaments Kurdistans.

## Leben
Sadiq wurde am 14. Juli 1978 in Khurmal im heutigen Gouvernement Halabja geboren. Er erwarb 2007 einen Master in Internationaler Politik an der Nahrain – Universität in Bagdad. 2008 wurde er Chef eines Komitees zur Ergänzung der geplanten Verfassung der Autonomen Region Kurdistan. Von 2008 bis 2010 leitete er die Sozial- und Politikwissenschaftliche Fakultät der  Universität Sulaimaniyya. 2010 wurde er Chef des politischen Forschungsinstituts der Partei Gorran.
2014 wurde er zum Sprecher des Parlaments Kurdistans gewählt.